# Солнечногорський міський округ
Солнечногорський район — адміністративно-територіальна одиниця і муніципальне утворення на північному заході Московської області.
Адміністративний центр — місто Солнечногорськ.

## Географія
Район межує з Клинским, Істринським, Красногорським і Дмитровським районами, з міським округом Хімки Московської області, а також з Зеленоградом і районом Молжаніновський міста Москви. Площа території — 1085,07 км².